# James Server
James Server es un servidor de correo electrónico SMTP, POP3 y Noticias NNTP.
Proyecto de la Apache Software Foundation 100% hecho en Java, siendo un completo y portable motor de Correo electrónico basado en los actuales protocolos de código abierto.
James está basado sobre el framework de aplicaciones Apache Avalon, Requiere Java 1.4.

## Development
James formaba parte originalmente del Jakarta Project con el nombre de Jakarta-James.
En enero de 2003, James fue promocionado como Proyecto top-level de Apache en una decisión unánime por el ASF Board of Directors bajo la presindecia de Serge Knystautas.
James es distribuido dentro del contenedor Apache Phoenix, el cual implementa el framework de aplicaciones Apache Avalon.
Desarrollos recientes incluyen una versión que se ejecuta bajo el framework de aplicaciones Spring Framework.

## Versiones
- Version 2.3.0 fue liberado en octubre de 2006.
- Version 2.3.1 fue liberado en abril de 2007.
- Version 2.3.2 fue liberado en agosto de 2009.[3]